# Louis-François Delisse
Pour les articles homonymes, voir Delisse.
Louis-François Delisse est un poète français né le 11 juin 1931 à Roubaix, dans le département du Nord, à la frontière franco-belge et mort le 8 février 2017 à Ivry-sur-Seine.

## Biographie
Louis-François Delisse passe son enfance à Roubaix.
Remarqué et encouragé à ses débuts par René Char, Henri Michaux et Raymond Queneau, il est l'auteur d'une œuvre marquée par l'Afrique (il a enseigné 20 ans au Niger), l'érotisme et le lyrisme.
Depuis 2013, il est résident en soins de longue durée à l'hôpital Charles-Foix d'Ivry-sur-Seine, Fondation d'Heur.

## Publications (sélection parmi plus de 100 parutions)
- Soleil total, GLM, 1960
- Le Vœu de la Rose, GLM, 1961
- Dieu-Tige, Myrrdin - l’Air de l’eau, 1998
- Ode au Voyage et à Henri Michaux, Atelier de l'agneau, 2001
- Aile, elle, anthologie, Le Corridor bleu, 2002
- De la mort du lion, Éditions des Vanneaux, 2005
- De fleur et de corde, Wigwam, 2006
- D’arrière-saison / Najaar, bilingue français-néerlandais, traduction de Luc Libert, Atelier de l’agneau, 2007
- Notes d’hôtel, Apogée, collection « Piqué d’étoiles », 2007
- Choix de poésies amoureuses des Touaregs, Le Corridor bleu, 2007
- Les Lépreux souriants, Apogée, collection « Piqué d’étoiles », 2009
- Le Logis des Gémeaux, anthologie, Le Corridor bleu, 2011
- Dernière parution : À Gambo, (épouse défunte) avec quatre stèles de Jean-Pierre Paraggio, collection de l'UMBO, février 2013.